# رأس الأسطوانة

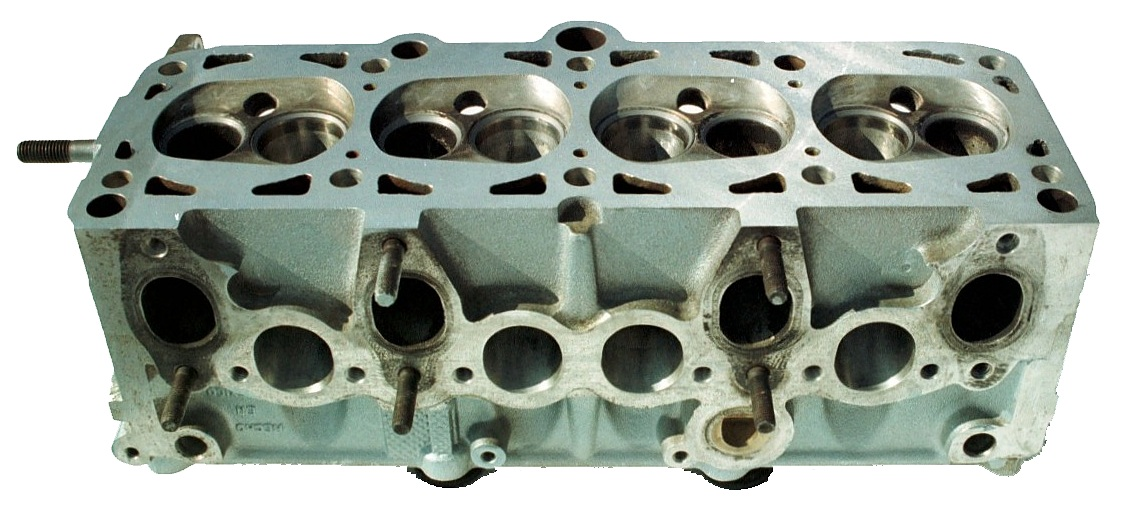
رأس الأسطوانة لهيكل محرك ذو أربع أسطوانات

رأس الأسطوانة  في محرك احتراق داخلي هو القسم العلوي المتوضع فوق الأسطوانات ضمن هيكل المحرك.
يغلق قسم رأس الأسطوانة حجرة الاحتراق، حيث توضع حشية لضمان إحكام الإغلاق.